# Terry Crisp
Terrence Arthur "Terry" Crisp, född 28 maj 1943, är en kanadensisk före detta ishockeytränare och professionell ishockeyspelare som tillbringade elva säsonger i den nordamerikanska ishockeyligan National Hockey League (NHL), där han spelade för ishockeyorganisationerna Boston Bruins, St. Louis Blues, New York Islanders och Philadelphia Flyers. Han producerade 201 poäng (67 mål och 134 assists) samt drog på sig 135 utvisningsminuter på 536 grundspelsmatcher. Crisp spelade också på lägre nivåer för Buffalo Bisons i American Hockey League (AHL), Minneapolis Bruins, Oklahoma City Blazers och Kansas City Blues i Central Professional Hockey League (CPHL)/Central Hockey League (CHL) och Niagara Falls Flyers i Ontario Hockey Association (OHA).
Crisp vann två raka Stanley Cup med Philadelphia Flyers för säsongerna 1973-1974 och 1974-1975.
Efter spelarkarriären var han tränare för Sault Ste. Marie Greyhounds i Ontario Major Junior Hockey League (OMJHL)/Ontario Hockey League (OHL); Moncton Golden Flames i AHL; Calgary Flames, där han vann sin tredje Stanley Cup för säsongen 1988-1989 och Tampa Bay Lightning i NHL. Sedan 1998 har han varit anställd av Nashville Predators och arbetat med deras tv- och radiosändningar.

## Statistik

### Spelare
| 1960–1961       | St. Mary's Lincolns   | OHA-B           | 32  | 49 | 71  | 120 | 44  | —   | —  | —  | —  | —  |
| 1961–1962       | Niagara Falls Flyers  | OHA             | 50  | 16 | 22  | 38  | 0   | —   | —  | —  | —  | —  |
| 1962–1963       | Niagara Falls Flyers  | OHA             | 50  | 39 | 35  | 74  | 68  | 10  | 1  | 6  | 7  | 6  |
| 1963–1964       | Minneapolis Bruins    | CPHL            | 42  | 15 | 20  | 35  | 22  | —   | —  | —  | —  | —  |
| 1964–1965       | Minneapolis Bruins    | CPHL            | 70  | 28 | 34  | 62  | 22  | 5   | 0  | 2  | 2  | 0  |
| 1965–1966       | Boston Bruins         | NHL             | 3   | 0  | 0   | 0   | 0   | —   | —  | —  | —  | —  |
|                 | Oklahoma City Blazers | CPHL            | 61  | 11 | 22  | 33  | 35  | 9   | 1  | 5  | 6  | 0  |
| 1966–1967       | Oklahoma City Blazers | CPHL            | 69  | 31 | 42  | 73  | 37  | 11  | 3  | 7  | 10 | 0  |
| 1967–1968       | St. Louis Blues       | NHL             | 73  | 9  | 20  | 29  | 10  | 18  | 1  | 5  | 6  | 6  |
| 1968–1969       | St. Louis Blues       | NHL             | 57  | 6  | 9   | 15  | 14  | 12  | 3  | 4  | 7  | 20 |
|                 | Kansas City Blues     | CHL             | 4   | 1  | 1   | 2   | 4   | —   | —  | —  | —  | —  |
| 1969–1970       | St. Louis Blues       | NHL             | 26  | 5  | 6   | 11  | 2   | 16  | 2  | 3  | 5  | 2  |
|                 | Buffalo Bisons        | AHL             | 51  | 15 | 34  | 49  | 14  | —   | —  | —  | —  | —  |
| 1970–1971       | St. Louis Blues       | NHL             | 54  | 5  | 11  | 16  | 13  | 6   | 1  | 0  | 1  | 2  |
| 1971–1972       | St. Louis Blues       | NHL             | 75  | 13 | 18  | 31  | 12  | 11  | 1  | 3  | 4  | 2  |
| 1972–1973       | New York Islanders    | NHL             | 54  | 4  | 16  | 20  | 6   | —   | —  | —  | —  | —  |
|                 | Philadelphia Flyers   | NHL             | 12  | 1  | 5   | 6   | 2   | 11  | 3  | 2  | 5  | 2  |
| 1973–1974       | Philadelphia Flyers   | NHL             | 71  | 10 | 21  | 31  | 28  | 17  | 2  | 2  | 4  | 4  |
| 1974–1975       | Philadelphia Flyers   | NHL             | 71  | 8  | 19  | 27  | 20  | 9   | 2  | 4  | 6  | 0  |
| 1975–1976       | Philadelphia Flyers   | NHL             | 38  | 6  | 9   | 15  | 28  | 10  | 0  | 5  | 5  | 2  |
| 1976–1977       | Philadelphia Flyers   | NHL             | 2   | 0  | 0   | 0   | 0   | —   | —  | —  | —  | —  |
| NHL totalt      | NHL totalt            | NHL totalt      | 536 | 67 | 134 | 201 | 135 | 110 | 15 | 28 | 43 | 40 |
| CPHL/CHL totalt | CPHL/CHL totalt       | CPHL/CHL totalt | 246 | 86 | 119 | 205 | 120 | 25  | 4  | 14 | 18 | 0  |
| OHA totalt      | OHA totalt            | OHA totalt      | 100 | 55 | 57  | 112 | 68  | 10  | 1  | 6  | 7  | 6  |

### Tränare
| År               | Lag                         | Liga             | Grundserie | Grundserie | Grundserie | Grundserie | Grundserie | Grundserie              | Slutspel                      |  |
| År               | Lag                         | Liga             | Matcher    | Vinster    | Förluster  | Oavgjorda  | Poäng      | Placering               | Resultat                      |  |
| ---------------- | --------------------------- | ---------------- | ---------- | ---------- | ---------- | ---------- | ---------- | ----------------------- | ----------------------------- |  |
| 1979–1980        | Sault Ste. Marie Greyhounds | OMJHL            | 68         | 22         | 45         | 1          | 45         | 6:e i Leyden Division   | Missade slutspel.             |  |
| 1980–1981        | Sault Ste. Marie Greyhounds | OHL              | 68         | 47         | 19         | 2          | 96         | 1:a i Leyden Division   | Förlorade finalen.            |  |
| 1981–1982        | Sault Ste. Marie Greyhounds | OHL              | 68         | 40         | 25         | 3          | 83         | 2:a i Emms Division     | Förlorade i semifinalen.      |  |
| 1982–1983        | Sault Ste. Marie Greyhounds | OHL              | 70         | 48         | 21         | 1          | 97         | 1:a i Emms Division     | Förlorade finalen.            |  |
| 1983–1984        | Sault Ste. Marie Greyhounds | OHL              | 70         | 38         | 28         | 4          | 80         | 3:a i Emms Division     | Förlorade i semifinalen.      |  |
| 1984–1985        | Sault Ste. Marie Greyhounds | OHL              | 66         | 54         | 11         | 1          | 109        | 1:a i Emms Division     | Vann finalen.                 |  |
| 1985–1986        | Moncton Golden Flames       | AHL              | 80         | 34         | 34         | 12         | 80         | 3:a i North Division    | Förlorade i semifinalen.      |  |
| 1986–1987        | Moncton Golden Flames       | AHL              | 80         | 43         | 31         | 6          | 92         | 3:a i North Division    | Förlorade i kvartsfinalen.    |  |
| 1987–1988        | Calgary Flames              | NHL              | 80         | 48         | 23         | 9          | 105        | 1:a i Smythe Division   | Förlorade i semifinalen.      |  |
| 1988–1989        | Calgary Flames              | NHL              | 80         | 54         | 17         | 9          | 117        | 1:a i Smythe Division   | Vann Stanley Cup.             |  |
| 1989–1990        | Calgary Flames              | NHL              | 80         | 42         | 23         | 15         | 99         | 1:a i Smythe Division   | Förlorade i åttondelsfinalen. |  |
| 1992–1993        | Tampa Bay Lightning         | NHL              | 84         | 23         | 54         | 7          | 53         | 6:e i Norris Division   | Missade slutspel.             |  |
| 1993–1994        | Tampa Bay Lightning         | NHL              | 84         | 30         | 43         | 11         | 71         | 7:e i Atlantic Division | Missade slutspel.             |  |
| 1994–1995        | Tampa Bay Lightning         | NHL              | 48         | 17         | 28         | 3          | 37         | 6:e i Atlantic Division | Missade slutspel.             |  |
| 1995–1996        | Tampa Bay Lightning         | NHL              | 82         | 38         | 32         | 12         | 88         | 5:e i Atlantic Division | Förlorade i åttondelsfinalen. |  |
| 1996–1997        | Tampa Bay Lightning         | NHL              | 82         | 32         | 40         | 10         | 74         | 6:e i Atlantic Division | Missade slutspel.             |  |
| 1997–1998        | Tampa Bay Lightning         | NHL              | 11         | 2          | 7          | 2          | (6)        |                         | (Sparkad)                     |  |
| Totalt NHL       | Totalt NHL                  | Totalt NHL       | 631        | 286        | 267        | 78         | 650        |                         |                               |  |
| Totalt AHL       | Totalt AHL                  | Totalt AHL       | 160        | 77         | 65         | 18         | 172        |                         |                               |  |
| Totalt OMJHL/OHL | Totalt OMJHL/OHL            | Totalt OMJHL/OHL | 410        | 249        | 149        | 12         | 510        |                         |                               |  |